# De optimo genere oratorum

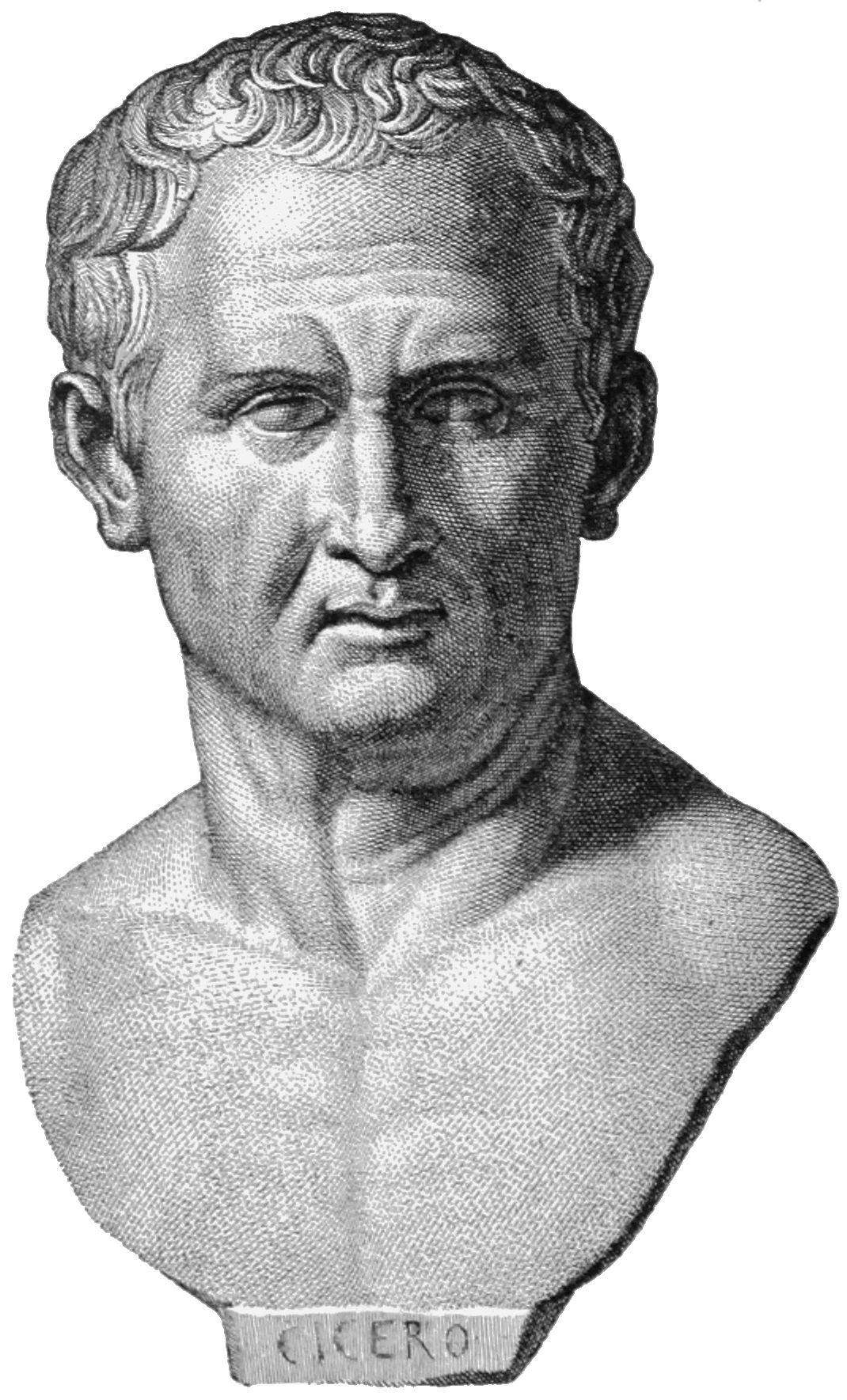
Imatge de l'orador Ciceró.

De optimo genere oratorum (“Sobre l'òptim gènere dels oradors”) és un tractat retòric de Marc Tul·li Ciceró escrit l'any 46 aC, després del Brutus i abans de l'Orator.
Aquest breu tractat pretén ser un prefaci pels discursos en contra i a favor de Ctesifont, escrits respectivament per Èsquines, Contra Ctesifont (“Kατὰ Κτησιφῶντος”), i per Demòstenes, Sobre la Corona, (“Ὑπὲρ Κτησιφῶντος περὶ τοῦ Στεφάνου”). Ciceró hi vol intentar explicar dues coses; en primer lloc, les qualitats de l'orador òptim, i en segon lloc, l'estil àtic d'oratòria com a prototip exemplar.

## Context
Aquest tractat va ser escrit per Ciceró l'estiu de l'any 46 aC, dos anys abans de la mort de l'autor, sota el consolat de Juli Cèsar i Marc Emili Lèpid. A finals de la República, Roma va patir una època de conflictes civils constants. L'autor va viure un d'aquests esdeveniments, la Guerra Civil, conflicte militar protagonitzat per l'enfrontament de Juli Cèsar contra Gneu Pompeu Magne, la qual va desencadenar la victòria de Cèsar i l'ascens al poder com a dictador romà.
Eren anys difícils per a l'orador, ja que es va prohibir pronunciar discursos al fòrum. D'aquesta manera, Ciceró es va veure obligat a restringir i a limitar la seva habilitat per a l'eloqüència, sense poder-la explicar-la al públic. Per aquesta raó va voler escriure aquest tractat de retòrica.
També va decidir escriure aquesta obra pel fet de publicar una introducció als dos discurs que el van influenciar. Es creu que degué fer la traducció al llatí dels discurs de Demòstenes i d'Èsquines, però o no ens han arribat o no els va publicar o simplement no van existir mai. D'aquesta manera, Ciceró escriu aquest breu tractat per a aquest objectiu introductori.

## Estructura
L'obra és un tractat breu, on l'autor fa referència a diversos temes. Està estructurat de la següent manera:
1. Diferència entre poetes i oradors (1, 2, 3 i 4).
2. Teoria retòrica: paraules i sentències (4, 5 i 7).
3. La imitació: Àtics (8, 12 i 13), Asiàtics (8), Demòstenes i Lísias (6, 9, 10 i 13), Èsquines (17) i altres models: Homer (6), Tucídides (15), Plató (16) i Isòcrates (17).
4. Aticistes: els falsos aticistes (10, 11 i 12).
5. Regla per a parlar de manera àtica, versió llatina de dos discursos grecs (Demòstenes i Èsquines) i dues reprensions a Ciceró per posar en llatí aquests dos discursos grecs (14, 16, 18 i 23).
6. Els dos discursos grecs: la causa del judici (19, 20 i 21) i el judici (22).
7. Conclusió (23).

## Temes i contingut
Existeixen diversos gèneres de poetes pels seus poemes: tràgics, còmics, èpics, mèlics i ditiràmbics. En canvi, només hi ha un gènere d'oradors i l'únic element que els distingeix és la seva qualitat: uns són millors que altres, altres són subtils, altres pitjors. Defineix l'orador òptim com aquell que ensenya (docet), delecta (delectat) i commou (permovet).
L'eloqüència es divideix en paraules (ex verbis) i sentències (ex sententiis). S'ha de parlar amb puresa i correcció, utilitzant les paraules pròpies amb elegància i polidesa i les paraules traduïdes amb moderació. L'estructuració de les paraules produeix el ritme, la memòria és el fonament. Hem d'evitar els vicis: les paraules abjectes, no aptes, dures, rebuscades. Hi ha tants gèneres de sentències com alabances. S'han d'evitar els vicis també amb la utilització de sentències, és a dir, afirmacions absurdes i insulses, que no tinguin contingut.
Ciceró fa una reflexió breu sobre els dos models que han de seguir els oradors: el príncep Demòstenes i el màxim exponent d'orador òptim grec, Èsquines. Sobre ells ens diu que van escriure dos grans discursos, dels quals va fer-ne una adaptació al llatí i va ser criticat per aquest fet. A partir d'aquí, l'autor fa una breu consideració del judici final que explica Demòstenes en el Sobre la Corona i el dictamen final que sentencien els jutges d'Atenes, on castiguen a Èsquines. Enfront d'aquest fet, Ciceró no dubte en posicionar-se a favor d'Èsquines, a pesar del càstig que va rebre pel judici a Atenes.
Exposa una sèrie d'autors que cal imitar i d'altres que cal evitar. Ens parla dels asiàtics com aquells que són viciosos i prefereixen l'abundància. També rebutja Homer, Tucídides, Plató i Isòcrates. D'altra banda, destaca les figures de Demòstenes, que anomena príncep, també de Lísias, dels àtics i d'Èsquines.